# Quỹ quốc gia của Na Uy
Quỹ quốc gia của Na Uy còn được gọi với nhiều tên gọi như Quỹ hưu trí chính phủ Na Uy (Government Pension Fund of Norway); quỹ đầu tư chính phủ (Sovereign Wealth Funds - SWF); quỹ quốc gia từ dầu lửa của Na Uy; là nguồn quỹ sở hữu và quản lý bởi chính phủ Na Uy được thành lập năm 1990 từ nguồn lợi nhuận ngành dầu lửa.

## Giới thiệu

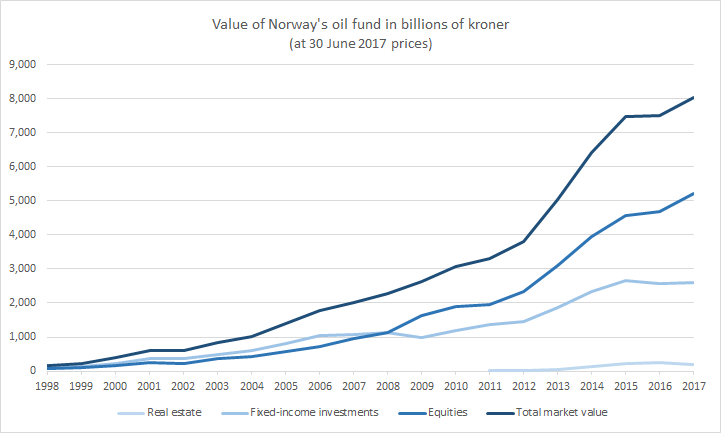
Giá trị quỹ tính bằng tỉ kroner (tháng 6 năm 2017)

Kinh tế Na Uy tăng trưởng mạnh mẽ vào thập niên 70 của thế kỷ trước do nguồn lợi từ ngành dầu lửa. Lợi nhuận này được dùng lập nguồn quỹ với tên gọi ban đầu là Quỹ dầu lửa Na Uy (Petroleum Fund of Norway hay Oil Fund) đến năm 2006, nó được đổi tên thành Quỹ hưu trí chính phủ Na Uy - Toàn cầu, Government Pension Fund-Global (GPF-G), chữ "Toàn cầu" trong tên gọi thể hiện việc nguồn quỹ này được đem đầu tư vào cổ phiếu, trái phiếu, tài sản, kim loại quý, bất động sản,... trên phạm vi toàn cầu. Quỹ này giống như một nguồn tiền để dành an toàn cho tương lai, chính phủ cũng có thêm một phần nguồn thu để đầu tư ngược lại cho hạ tầng, giáo dục, y tế.
Ngày 25 tháng 10 năm 2019, quy mô quỹ này đã đạt mức 1,09 nghìn tỷ USD.